# الكرمة (زحلة)
كرمة أو الكرمة هي إحدى القرى اللبنانية من قرى قضاء زحلة في محافظة البقاع.